# Параграф (компания)
«ПараГраф» — советская (позднее российская) компания, разработчик ПО, созданная Степаном Пачиковым и проданная им в 1997 году Silicon Graphics. Название компании расшифровывается как «параллельная графика».
Основные направления деятельности — распознавание текста (OCR) и трёхмерная графика. В частности, компания «Параграф» начала заниматься трёхмерным моделированием ещё до появления VRML и была одним из пионеров этого направления во всём мире. В компании разработали собственный трёхмерный движок D96, от которого с появлением VRML отказались. Подразделение трехмерной графики возглавлял брат Степана — Георгий Пачиков.

Погрузившись в эту тему, Китайник предположил, что редактор «ПараГрафа» тоже должен поддержать VRML. Иначе он просто окажется за бортом истории. Ему стоило немалых усилий убедить Талныкина и Ляпунова если не бросить собственный язык D96, разработанный для 3D, то хотя бы потратить какие-то усилия на VRML. В последний момент создатели Virtual Home Space Builder все же сдались — они включили в программу возможность экспорта созданной модели в VRML.
— Отрывок из книги Максима Котина «Пионеры Кремниевой долины»

## Основатели и ключевые сотрудники
Основатели и совладельцы компании:
- Степан Пачиков
- Антон Чижов (автор комплекса многоязычной поддержки «BetaPlus», президент СП «Параграф»[3])
- Георгий Пачиков
- Андрей Скалдин
- Шеля Губерман[англ.] (автор оригинальной идеи системы OCR)
- Илья Лосев (разработка OCR)

Кроме того, совладельцами компании были:
- чемпион мира по шахматам Гарри Каспаров.
- Эстер Дайсон
- Абел Аганбегян
- Валерий Леонидович Макаров, директор ЦЭМИ[4]

Известные сотрудники:
- Ольга Дергунова (в дальнейшем в течение длительного времени была главой российского Майкрософта)
- Алексей Пажитнов (автор «Тетриса»)
- Евгений Веселов (автор «Лексикона»)

## История компании
- 1988 — фактическое начало работы компании в виде подразделения кооператива «Контур», затем самостоятельного кооператива «МикроКонтур»
- 1989 — создание СП «Параграф»
- 1989 — «Hatris» игра
- 1990 — участвует в выставках Comdex и CeBIT, первый участник от СССР
- 1991 — «Waterputer» игра
- 1991 — подписан контракт с Apple[5]
- 1992 — открыт офис в США
- 1993 — «Black Hole» игра
- 1996 — отделяется компания ПараСкрипт
- 1997 — куплена компанией «Silicon Graphics»[6][7][8]
- 1998 — московское подразделение "Параграф" переименовывается в "ParallelGraphics"
- 1998 — на базе соответствующего отдела компании «Параграф» создаётся компания «ПараТайп»
- 1999 — ParallelGraphics выходит из «Silicon Graphics» и становится самостоятельной компанией.

## Ключевые проекты
- Система распознавания рукописного текста для компьютера Apple Newton (решения от компании ParaScript, наследника «Параграфа», применяются для сортировки почты в Европе и США)
- 3D-модели для компании «Дисней»
- Виртуальная машина времени «Alter Ego» — 3D-музей прошлого. Лучший проект 1995 года по версии Financial Times
- People Space — 3D виртуальные миры для компании Mitsubishi (предтеча Second Life)
- Disney's Daily Blast (Internet Family Fun Kit)
- lenin.ru — VRML-3d-модель Мавзолея Ленина[9]

## Более поздние проекты основателей Параграфа
- ParallelGraphics — проект Георгия Пачикова [10] (при участии Антона Чижова), заказчиками были Boeing, Airbus [11], Европейское космическое агентство, МКС, Rolls Royce [12], Камаз [13]. Фактически — это наследник оригинального «Параграфа». Именно сюда из Silicon Graphics перешла группа 3D-разработчиков, работавшая в «Параграфе».
- Evernote — проект Степана Пачикова
- Aprentis — проект Антона Чижова
- «Паратайп»

## Книги
В 2021 году в издательстве "Манн, Иванов и Фербер" вышла книга Максима Котина "Пионеры Кремниевой долины. История первого стартапа из России, покорившего мир." об истории "Параграфа" и его основателе Степане Пачикове. 